# Artëm Sokolov
Artëm Evgen'evič Sokolov (in russo Артём Евгеньевич Соколов?; Jakutsk, 1º aprile 2003) è un calciatore russo, centrocampista della Torpedo Mosca in prestito dal Kryl'ja Sovetov Samara.

## Caratteristiche tecniche
È un centrocampista offensivo.

## Carriera

### Club
Cresciuto nel settore giovanile del Čertanovo, debutta in prima squadra il 17 novembre 2019 in occasione dell'incontro di seconda divisione perso 3-1 contro il Chimki; nel 2020 viene acquistato dal Chimki.

### Nazionale
Ha giocato nelle nazionali giovanili russe Under-15, Under-16, Under-17, Under-19 ed Under-21.

## Statistiche

### Presenze e reti nei club
Statistiche aggiornate al 31 luglio 2021.
| Stagione        | Squadra         | Campionato      | Campionato | Campionato | Coppe nazionali | Coppe nazionali | Coppe nazionali | Coppe continentali | Coppe continentali | Coppe continentali | Altre coppe | Altre coppe | Altre coppe | Totale | Totale |
| Stagione        | Squadra         | Comp            | Pres       | Reti       | Comp            | Pres            | Reti            | Comp               | Pres               | Reti               | Comp        | Pres        | Reti        | Pres   | Reti   |
| --------------- | --------------- | --------------- | ---------- | ---------- | --------------- | --------------- | --------------- | ------------------ | ------------------ | ------------------ | ----------- | ----------- | ----------- | ------ | ------ |
| 2019-2020       | Čertanovo-2     | 2D              | 2          | 0          |                 | -               | -               |                    | -                  | -                  |             | -           | -           | 2      | 0      |
| 2019-2020       | Čertanovo       | 1D              | 1          | 0          | CR              | 0               | 0               |                    | -                  | -                  |             | -           | -           | 1      | 0      |
| 2020-2021       | Čertanovo       | 1D              | 14         | 3          | CR              | 0               | 0               |                    | -                  | -                  |             | -           | -           | 14     | 3      |
| 2021-2022       | Chimki          | PL              | 4          | 0          | CR              | 0               | 0               |                    | -                  | -                  |             | -           | -           | 4      | 0      |
| Totale carriera | Totale carriera | Totale carriera | 21         | 3          |                 | 0               | 0               |                    | -                  | -                  |             | -           | -           | 21     | 3      |